# Llista de monuments de les Avellanes i Santa Linya
Llista de monuments de les Avellanes i Santa Linya inclosos en l'Inventari del Patrimoni Arquitectònic Català per al municipi de les Avellanes i Santa Linya (Noguera). Inclou els inscrits en el Registre de Béns Culturals d'Interès Nacional (BCIN) amb la classificació de monuments històrics, els Béns Culturals d'Interès Local (BCIL) de caràcter immoble i la resta de béns arquitectònics integrants del patrimoni cultural català.
| Monument                                                 | Protecció   | Estil/època                            | Localització                                                             | Coordenades                                          | Codi?         | Imatge |
| -------------------------------------------------------- | ----------- | -------------------------------------- | ------------------------------------------------------------------------ | ---------------------------------------------------- | ------------- | --- |
| Castell de Tartareu                                      | BCIN 491-MH | Medieval                               | Les Avellanes i Santa Linya                                              | 41° 55′ 14″ N, 0° 43′ 08″ E / 41.920579°N,0.718803°E | RI-51-0006257 | Castell de Tartareu (les Avellanes i Santa Linya) · Vegeu més fotos d'aquest monument · Carregueu una nova foto d'aquest monument                                      |
| Castell de Santa Linya                                   | BCIN 492-MH | Medieval                               | Les Avellanes i Santa Linya Turó dalt de Santa Linya                     | 41° 55′ 37″ N, 0° 48′ 03″ E / 41.926935°N,0.800914°E | RI-51-0006258 | Castell de Santa Linya (les Avellanes i Santa Linya) · Vegeu més fotos d'aquest monument · Carregueu una nova foto d'aquest monument                                   |
| Església parroquial de Santa Maria de les Avellanes      | BCIL 2003   | Romànic, gòtic XI, XVI, XX             | Les Avellanes i Santa Linya Pl. de l'Església, les Avellanes             | 41° 54′ 30″ N, 0° 45′ 55″ E / 41.908358°N,0.765169°E | IPA-22051     | Església parroquial de Santa Maria de les Avellanes (les Avellanes i Santa Linya) · Vegeu més fotos d'aquest monument · Carregueu una nova foto d'aquest monument      |
| Capella de Sant Roc de les Avellanes                     |             | Barroc XVIII-XIX                       | Les Avellanes i Santa Linya C. Sant Roc, les Avellanes                   | 41° 54′ 28″ N, 0° 45′ 48″ E / 41.907833°N,0.763385°E | IPA-22052     | Capella de Sant Roc de les Avellanes (les Avellanes i Santa Linya) · Vegeu més fotos d'aquest monument · Carregueu una nova foto d'aquest monument                     |
| Ermita de Sant Miquel                                    |             | Romànic XII-XIII, XX                   | Les Avellanes i Santa Linya Santa Linya                                  | 41° 55′ 21″ N, 0° 47′ 03″ E / 41.922526°N,0.784086°E | IPA-22055     | Ermita de Sant Miquel (les Avellanes i Santa Linya) · Vegeu més fotos d'aquest monument · Carregueu una nova foto d'aquest monument                                    |
| Ermita de Sant Salvador de Santa Linya                   |             | Romànic XII-XIII, XX                   | Les Avellanes i Santa Linya Santa Linya                                  | 41° 55′ 47″ N, 0° 48′ 02″ E / 41.929833°N,0.800683°E | IPA-22057     | Ermita de Sant Salvador de Santa Linya (les Avellanes i Santa Linya) · Vegeu més fotos d'aquest monument · Carregueu una nova foto d'aquest monument                   |
| Església parroquial de Santa Maria de Santa Linya        |             | Romànic XII-XIII, XVI                  | Les Avellanes i Santa Linya C. de l'Església, Santa Linya                | 41° 55′ 40″ N, 0° 48′ 03″ E / 41.927693°N,0.800889°E | IPA-22058     | Església parroquial de Santa Maria de Santa Linya (les Avellanes i Santa Linya) · Vegeu més fotos d'aquest monument · Carregueu una nova foto d'aquest monument        |
| Església de Sant Miquel de Tartareu                      |             | Romànic XII, XVI-XVII                  | Les Avellanes i Santa Linya Tartareu                                     | 41° 55′ 13″ N, 0° 43′ 08″ E / 41.920322°N,0.718769°E | IPA-22060     | Església de Sant Miquel de Tartareu (les Avellanes i Santa Linya) · Vegeu més fotos d'aquest monument · Carregueu una nova foto d'aquest monument                      |
| Església parroquial de Santa Maria de Tartareu           |             | Romànic, neoclassicisme XII-XII, XVIII | Les Avellanes i Santa Linya Pl. Església, Tartareu                       | 41° 55′ 12″ N, 0° 43′ 06″ E / 41.920042°N,0.718260°E | IPA-22061     | Església parroquial de Santa Maria de Tartareu (les Avellanes i Santa Linya) · Vegeu més fotos d'aquest monument · Carregueu una nova foto d'aquest monument           |
| Església parroquial de Santa Maria de Vilanova de la Sal | BCIL 2003   | Neoclassicisme XVIII                   | Les Avellanes i Santa Linya C. Major, Vilanova de la Sal                 | 41° 52′ 43″ N, 0° 47′ 12″ E / 41.878491°N,0.786531°E | IPA-22063     | Església parroquial de Santa Maria de Vilanova de la Sal (les Avellanes i Santa Linya) · Vegeu més fotos d'aquest monument · Carregueu una nova foto d'aquest monument |
| Ermita de Sant Miquel, o Capella de Sant Miquel          |             | Romànic XI-XIII                        | Les Avellanes i Santa Linya Vilanova de la Sal                           | 41° 52′ 29″ N, 0° 47′ 11″ E / 41.874693°N,0.786298°E | IPA-22064     | Ermita de Sant Miquel (les Avellanes i Santa Linya) · Vegeu més fotos d'aquest monument · Carregueu una nova foto d'aquest monument                                    |
| Ermita de Sant Urbà de Montclús                          | BCIL 2004   | Romànic XI-XII                         | Les Avellanes i Santa Linya Marge dret del barranc del Salt, Santa Linya | 41° 57′ 54″ N, 0° 49′ 42″ E / 41.965022°N,0.828265°E | IPA-29103     | Ermita de Sant Urbà de Montclús (les Avellanes i Santa Linya) · Vegeu més fotos d'aquest monument · Carregueu una nova foto d'aquest monument                          |
| Ermita de Sant Pere de Queralt                           | BCIL 2004   | Romànic, gòtic X, XI, XV-XVI           | Les Avellanes i Santa Linya Sobre el barranc de Sant Pere                | 41° 56′ 59″ N, 0° 50′ 18″ E / 41.949635°N,0.838288°E | IPA-30380     | Carregueu una nova foto d'aquest monument |
| Castell i vilatge de la Torreta de Secardit              |             | XI                                     | Les Avellanes i Santa Linya Cim del turó de la Torreta, les Avellanes    | 41° 55′ 14″ N, 0° 45′ 05″ E / 41.920522°N,0.751470°E | IPA-30743     | Carregueu una nova foto d'aquest monument |
| Castell de Privà                                         |             | Romànic XIII-XIV                       | Les Avellanes i Santa Linya Vilanova de la Sal                           | 41° 53′ 48″ N, 0° 48′ 22″ E / 41.896620°N,0.806081°E | IPA-30748     | Castell de Privà (les Avellanes i Santa Linya) · Vegeu més fotos d'aquest monument · Carregueu una nova foto d'aquest monument                                         |
| Castell de Campvim                                       |             | XI                                     | Les Avellanes i Santa Linya Vilanova de la Sal                           | 41° 51′ 06″ N, 0° 46′ 08″ E / 41.851637°N,0.768844°E | IPA-30749     | Castell de Campvim (les Avellanes i Santa Linya) · Vegeu més fotos d'aquest monument · Carregueu una nova foto d'aquest monument                                       |
| Castell i vilatge de Montclús                            |             | Obra popular XI-XIV                    | Les Avellanes i Santa Linya Ctra. C-12, km 190-191, pista a la dreta     | 41° 57′ 53″ N, 0° 49′ 41″ E / 41.964619°N,0.828092°E | IPA-30751     | Carregueu una nova foto d'aquest monument |
| Salines de Vilanova de la Sal, el Salí                   | BCIL 2009   | Obra popular                           | Les Avellanes i Santa Linya Vilanova de la Sal                           | 41° 53′ 25″ N, 0° 47′ 39″ E / 41.890402°N,0.794120°E | IPA-38914     | Salines de Vilanova de la Sal (les Avellanes i Santa Linya) · Vegeu més fotos d'aquest monument · Carregueu una nova foto d'aquest monument                            |
| Aqüeducte de Tartareu                                    | BCIL 2015   |                                        | Les Avellanes i Santa Linya Tartareu                                     | 41° 55′ 24″ N, 0° 42′ 50″ E / 41.923427°N,0.71390°E  | IPA-43568     | Carregueu una nova foto d'aquest monument |
| Font del safareig de les Avellanes                       | BCIL 2016   | Barroc Medieval, XVII-XVIII            | Les Avellanes i Santa Linya C. de la Font, les Avellanes                 | 41° 54′ 28″ N, 0° 45′ 55″ E / 41.907691°N,0.765393°E | IPA-45119     | Carregueu una nova foto d'aquest monument |